# Xasthur
Xasthur — американская блэк-метал-группа, состоявшая из одного человека. За время существования проекта с 1995 по 2010 годы его основатель и единственный постоянный участник Malefic (настоящее имя — Скотт Коннер (англ. Scott Conner)) записал 8 полноформатных альбомов. На сайте AllMusic Malefic назван «одним из самых плодовитых и недоступных андеграундных музыкантов Америки».

## История
Происхождение названия проекта Malefic объяснил в одном из интервью, оно получилось путём слияния имён Xenaoth и Xastur. Первое является именем духа в религии Сантерия, второе взято из Некрономикона.
Прежде чем основать Xasthur, Malefic успел побыть членом нескольких дэт-метал групп из Южной Калифорнии. Новый проект был начат в декабре 1995 года и первоначально представлял собой коллектив из нескольких человек. В 1997 году была создана первая демозапись группы, а в октябре 1999 года к Коннеру присоединился его друг Майк «Draconis» Парди (англ. Mike Pardi), вместе с которым они записали несколько композиций для сплит-альбома с группой Orosius. После пары неудачных попыток собрать группу, в которой все музыканты будут относиться к творчеству так же серьёзно, как он сам, Malefic решил заменить ударника на драм-машину и самостоятельно заняться вокалом.
Вдохновлённый примером Варга Викернеса, который в одиночку создавал музыку Burzum, Malefic c 2001 по 2010 годы записал 3 мини-альбома, 8 полноформатных, а также несколько демозаписей и сплит-альбомов. В мае 2005 года он также принял участие в записи альбома Sunn O))). В том же 2005 году Malefic внёс свой вклад в создание супергруппы Twilight и запись одноимённого альбома.
26 марта 2010 года в своём блоге Malefic объявил, что альбом Portal of Sorrow станет последним альбомом проекта Xasthur, поскольку он решил его закрыть.
Однако в 2015 году Malefic возродил проект и в 2016 году выпустил девятый альбом Subject To Change в жанре неофолк.

## Дискография

### Демо
- Rehearsal '97 (1997)
- A Gate Through Bloodstained Mirrors (2001)
- Rehearsal 2002 (2002)
- A Sermon In The Name Of Death (2004)
- Demo (2010)
- 1997-1999 Rehearsal (2013)

### Студийные альбомы
- Nocturnal Poisoning (2002)
- The Funeral of Being (2003)
- Telepathic with the Deceased (2004)
- To Violate the Oblivious (2004)
- Subliminal Genocide (2006)
- Defective Epitaph (2007)
- All Reflections Drained (2009)
- Portal of Sorrow (2010)
- Subject To Change (2016)
- Victims of the Times (2021)
- Inevitably Dark (2023)
- Disharmonic Variations (2024)

### Мини-альбомы(EP)
- A Darkened Winter (2001)
- Suicide in Dark Serenity (2003)
- Xasthur (2006)

### Сплиты
- Orosius / Xasthur (1999)
- Xasthur / Acid Enema (2002)
- Nachtmystium / Xasthur (2004)
- Xasthur / Angra Mainyu (2004)
- Leviathan / Xasthur (2004)
- Nortt / Xasthur (2004)
- Xasthur / Striborg (2007)
- Cryostasium / Xasthur (2007)
- A Living Hell (2008)

### Сборники
- Nightmares At Dawn (2012)

### Видеоклипы
- Walker of Dissonant Worlds (2010)
- Horizon Of Plastic Caskets (2010)